# Oportuzumab monatox
L'Oportuzumab monatox è un farmaco antineoplastico. Chimicamente, l'oportuzumab è un singolo frammento variabile della catena di un anticorpo monoclonale che si lega alla molecola di adesione delle cellule epiteliali nei carcinomi, nei tumori associati a un segnale trasduttore del calcio (TACSTD1), ma anche a:
- Proteina associata al tumore gastrointestinale 2,
- EGP-2,
- Ep-CAM (molecole di adesione alle cellule epiteliali),
- GA733-2
- KSA,
- KS1/4 antigene,
- M4S1,
- 17-1 (Antigene tumorale),
- CD326.

L'Oportuzumab è legato con esotossina A dello Pseudomonas aeruginosa che dà il nome monatox al farmaco (pseudomonas tossina. (s⇄x)).